# シルキーサリヴァン
シルキーサリヴァン（Silky Sullivan、1955年2月28日 - 1977年11月18日）は、アメリカ合衆国の競走馬、種牡馬。後方一気の追い込みのスタイルを得意とし、1958年のサンタアニタダービーを制するなど活躍、以後も追い込みの代名詞として名を馳せた。

## 経歴
- 特記がない限り、競走はすべてダートコース。また、当時はグレード制未導入。

### 出自
カリフォルニア州の歯科医ライリー・ロバート、およびその夫人ネル・フランシス・ロバートが所有するメリーマンファームにて生産したサラブレッドの牡馬である。「ビッグ・レッド」に例えられるような輝く栗毛の馬体で、絶大な筋肉量に16ハンドの体高、3歳時で1080ポンド（約490キログラム）の馬体重を誇る雄大な馬であった。食欲も旺盛で、1日に12-15クォーツの穀物を食べ、最終的には1200ポンド（約544キログラム）を超えていたという。胴回りも一段と大きく、特注の腹帯を使っていた。
1956年のデルマーイヤリングセールにおいて、シルキーサリヴァンはトム・ロスとフィル・クリプスタインの2名に10,700ドルで購入された。両名はシルキーサリヴァンをレジー・カーネル調教師に預け、バンデージやシャドーロールなどの馬具を赤で統一させた。また、蹄鉄は通常鉄でつくられるが、シルキーサリヴァンには特注のアルミニウム製の蹄鉄が用意されていた。

### 競走馬時代
シルキーサリヴァンはデビュー当時から追い込み一辺倒の競馬を続けていった。2歳で迎えたデビュー戦では先頭から8馬身1/4差を覆しての追い込みで勝利し、それから2戦後の一般戦でも12馬身差を追い抜いて勝利を手にした。バークレーハンデキャップでは14馬身差を詰めての3着であったが、その次の一般戦では再び同じ追い込みで17馬身差を差し切って勝利した。特に有名なものがその後に迎えたゴールデンゲートフューチュリティ（12月7日・8ハロン）で、ここでシルキーサリヴァンは先頭から27馬身離れたところから追い込みを開始し、その上で全馬を追い抜いてステークス競走勝ちを収めた。
3歳シーズン（1958年）初戦の一般戦においても追い込みのスタイルは崩すことなく、ここでも25馬身差から追い込んでクビ差での勝利を手にした。続くカリフォルニアブリーダーズチャンピオンステークスでは32馬身後方から追い上げを開始し、残り1ハロンで14馬身差だったところから先頭までクビ差まで迫ったものの、そこでゴールして2着に敗れた。勝ったオールドペブルに騎乗していたエディ・アーキャロは、自身が手綱をしごき始めた時点ではシルキーサリヴァンの姿がまったく見えていなかったという。サンタアニタパーク競馬場で迎えた次の一般戦において、シルキーサリヴァンは6.5ハロンの短距離戦で先頭から41馬身も離れた位置から追い上げを始め、最後の直線ですべてを追い抜いて勝利する絶大なパフォーマンスを見せた。
1958年のサンタアニタダービー（3月8日・サンタアニタパーク・9ハロン）は、シルキーサリヴァンの人気も相まって61,123人の観衆が詰めかけていた。スタートからいつも通りの最後方に位置したシルキーサリヴァンは、最初の5ハロン時点で先頭から28馬身離された位置にいた。ここで鞍上のウィリー・シューメイカーが合図を送ると即座に動き出し、どんどん先行く馬を追い抜いて、ついには2着馬ハーコールに3馬身1/2差をつける完勝劇を見せつけた。勝ちタイムは1分49秒40。
シルキーサリヴァンはケンタッキーダービーを目指してチャーチルダウンズ競馬場へと送られ、そこで7ハロンの前哨戦に出走するが、ここでは30馬身差から追い上げて4着に終わっている。5月3日に迎えた本番でも追い込みは不発に終わり、ティムタムが優勝するなか14頭立ての12着に沈んだ。また続くプリークネスステークスにおいても8着と大敗し、これをもって西海岸へと戻っていった。その後地元で2戦して1勝を挙げたものの、関節を痛めたことによりデルマーの海で海水浴治療にあたっている。競走能力こそ取り戻したものの、以前のようなパフォーマンスには戻らなかった。また同年の冬に風邪を引き、これがもとで喘鳴症が出るようになってしまった。シルキーサリヴァンは4歳になる1959年まで競走を続け、27戦12勝の戦績で引退した。

### 引退後
シルキーサリヴァンは種牡馬としては失敗で、133頭の産駒のうち勝ち上がりが63頭（47.4%）、ステークス勝ち馬も4頭のみ、母の父としても影響を残すことはなかった。1963年、シルキーサリヴァンが売りに出されると、サンフランシスコの外国車輸入業者であったジェル・クヴェールによって買い取られ、以後グリーンオークスタッド牧場で余生を過ごした。シルキーサリヴァンは温厚で、写真撮影にはポーズをとって対応し、また子供を乗せるのも容易だったという。
1977年11月18日に心不全で死亡、その遺骸は活躍の場であったゴールデンゲートフィールズ競馬場の内馬場に埋葬され、同地には記念碑も建設された。没する前年の1976年、ゴールデンゲートフィールズ競馬場では「シルキーサリヴァンハンデキャップ」を創設し、その栄誉を称えている。

## 血統表
| シルキーサリヴァンの血統          | シルキーサリヴァンの血統                 | シルキーサリヴァンの血統                 | （血統表の出典）                         | （血統表の出典） |
| 父系                              | エクリプス系                             | エクリプス系                             | エクリプス系                             | [ § 2 ]          |
| 父 Sullivan 栗毛 1944 イギリス    | 父の父Panorama 栗毛 1936 イギリス        | Sir Cosmo                                | The Boss                                 | The Boss         |
| 父 Sullivan 栗毛 1944 イギリス    | 父の父Panorama 栗毛 1936 イギリス        | Sir Cosmo                                | Ayn Hali                                 |                  |
| 父 Sullivan 栗毛 1944 イギリス    | 父の父Panorama 栗毛 1936 イギリス        | Happy Climax                             | Happy Warrior                            | Happy Warrior    |
| 父 Sullivan 栗毛 1944 イギリス    | 父の父Panorama 栗毛 1936 イギリス        | Happy Climax                             | Clio                                     |                  |
| 父 Sullivan 栗毛 1944 イギリス    | 父の母My Aid 栗毛 1933 イギリス          | Knight of the Garter                     | Son-in-Law                               | Son-in-Law       |
| 父 Sullivan 栗毛 1944 イギリス    | 父の母My Aid 栗毛 1933 イギリス          | Knight of the Garter                     | Castelline                               |                  |
| 父 Sullivan 栗毛 1944 イギリス    | 父の母My Aid 栗毛 1933 イギリス          | Flying Aid                               | Flying Orb                               | Flying Orb       |
| 父 Sullivan 栗毛 1944 イギリス    | 父の母My Aid 栗毛 1933 イギリス          | Flying Aid                               | Aideen                                   |                  |
| 母 Lady n Silk 栗毛 1948 アメリカ | 母の父Ambrose Light 栗毛 1933 フランス   | Pharos                                   | Phalaris                                 | Phalaris         |
| 母 Lady n Silk 栗毛 1948 アメリカ | 母の父Ambrose Light 栗毛 1933 フランス   | Pharos                                   | Scapa Flow                               |                  |
| 母 Lady n Silk 栗毛 1948 アメリカ | 母の父Ambrose Light 栗毛 1933 フランス   | La Roseraie                              | Niceas                                   | Niceas           |
| 母 Lady n Silk 栗毛 1948 アメリカ | 母の父Ambrose Light 栗毛 1933 フランス   | La Roseraie                              | Eblouissante                             |                  |
| 母 Lady n Silk 栗毛 1948 アメリカ | 母の母Foxhole 鹿毛 1941 アメリカ         | Chance Play                              | Fair Play                                | Fair Play        |
| 母 Lady n Silk 栗毛 1948 アメリカ | 母の母Foxhole 鹿毛 1941 アメリカ         | Chance Play                              | Quelle Chance                            |                  |
| 母 Lady n Silk 栗毛 1948 アメリカ | 母の母Foxhole 鹿毛 1941 アメリカ         | Coffee Cup                               | Whichone                                 | Whichone         |
| 母 Lady n Silk 栗毛 1948 アメリカ | 母の母Foxhole 鹿毛 1941 アメリカ         | Coffee Cup                               | Afternoon                                |                  |
| 母系(F-No.)                       | (FN:4-m)                                 | (FN:4-m)                                 | (FN:4-m)                                 | [ § 3 ]          |
| 5代内の近親交配                   | Orby 5x5, Sundridge 5x5, Dark Ronald 5x5 | Orby 5x5, Sundridge 5x5, Dark Ronald 5x5 | Orby 5x5, Sundridge 5x5, Dark Ronald 5x5 | [ § 4 ]          |
| 出典                              | 1. 2. 3. 4.                              | 1. 2. 3. 4.                              | 1. 2. 3. 4.                              | 1. 2. 3. 4.      |